# Agawa Canyon
Agawa Canyon är en kanjon i Kanada.   Den ligger i provinsen Ontario, i den sydöstra delen av landet, 700 km väster om huvudstaden Ottawa. Agawa Canyon ligger 510 meter över havet.
Terrängen runt Agawa Canyon är platt åt nordost, men åt sydväst är den kuperad. Trakten runt Agawa Canyon är nära nog obefolkad, med mindre än två invånare per kvadratkilometer.. Det finns inga samhällen i närheten. 
I omgivningarna runt Agawa Canyon växer i huvudsak blandskog.